# Vrydagzynea sessilifolia
Vrydagzynea sessilifolia är en orkidéart som beskrevs av Paul Ormerod. Vrydagzynea sessilifolia ingår i släktet Vrydagzynea och familjen orkidéer. Inga underarter finns listade i Catalogue of Life.